# Дієслово
Дієсло́во (лат. verbum) — самостійна частина мови, що вказує на дію або стан предмета й відповідає на питання «що робити?», «що зробити?».

## Українська мова

### Історія
Порівняно зі своїми предками, праслов'янською й давньоукраїнською мовами, сучасна українська мова має простішу дієслівну систему. Особливо серйозних змін зазнала система дієслівних часів, а також дієприкметника.
Дієслівні форми могли утворюватися від одної з двох основ: основи теперішнього часу або основи інфінітива. Залежно від тематичного суфікса (так званої «теми») форм теперішнього часу можна віділити 5 класів дієслів:
- I клас — з суфіксом *-e-/*-o- (нести, носити, везти, возити, вести, водити, кричати);
- II клас — з суфіксом *-ne-/*-no- (съхнути, пухнути);
- III клас — з суфіксом і *-je-/*-jo- (знати, стрѣляти);
- IV клас — з суфіксом *-i- (хвалити);
- V клас — атематичний тип, у якому особові закінчення приєднувалися безпосередньо до кореня, без тематичних голосних (быти, ѣсти, дати, вѣсти).

#### Теперішній час
Парадигма теперішнього часу мало відрізнялася від сучасної. Характерною ознакою була наявність особових форм двоїни.
|                     | Праслов'янська                                 | Давньоруська                          | Сучасна українська                         | Примітки |
| ------------------- | ---------------------------------------------- | ------------------------------------- | ------------------------------------------ | --- |
| Перша особа однини  | *nesǫ, *sъxnǫ, *znajǫ *xvaljǫ, *(j)esmь        | несѫ, съхнѫ, знаѭ хвалѭ, ѥсмь         | несу, сохну, знаю хвалю, єсьм (є)          | Закінчення *ǫ походить від ранішого *-om, закінчення -mь є найдавнішим і має паралелі в інших індоєвропейських мовах (лат. sum, дав.-гр. εἰμί, санскр. asmi) |
| Друга особа однини  | *neseši, *sъxneši, *znaješi *xvališi, *(j)esi  | несеши, съхнеши, знаѥши хвалиши, ѥси  | несеш, сохнеш, знаєш хвалиш, єси (є)       | Закінчення *-ši утворилося з давнішого *-si (через *-xi) внаслідок першої палаталізації                                                                      |
| Третя особа однини  | *nesetь, *sъxnetь, *znajetь *xvalitь, *(j)estь | несеть, съхнеть, знаѥть хвалить, ѥсть | несе, сохне, знає хвалить, єсть (є)        | Закінчення -tь походить від праіндоєвропейського *-ti (дав.-гр. ἐστί, санскр. asti).                                                                         |
| Перша особа двоїни  | *nesevě, *sъxnevě, *znajevě *xvalivě, *(j)esvě | несевѣ, съхневѣ, знаѥвѣ хваливѣ, ѥсвѣ | —                                          | |
| Друга особа двоїни  | *neseta, *sъxneta, *znajeta *xvalita, *(j)esta | несета, съхнета, знаѥта хвалита, ѥста | —                                          | |
| Третя особа двоїни  | *nesete, *sъxnete, *znajete *xvalite, *(j)este | несете, съхнете, знаѥте хвалите, ѥсте | —                                          | |
| Перша особа множини | *nesemъ, *sъxnemъ, *znajemъ *xvalimъ, *(j)esmъ | несемъ, съхнемъ, знаѥмъ хвалимъ, ѥсмъ | несемо, сохнемо, знаємо хвалимо, єсьмо (є) | У давньоруських пам'ятках трапляються також форми з прикінцевим -ы замість ъ, які з'явилися внаслідок зближення із займенником мы                            |
| Друга особа множини | *nesete, *sъxnete, *znajete *xvalite, *(j)este | несете, съхнете, знаѥте хвалите, ѥсте | несете, сохнете, знаєте хвалите, єсте (є)  | |
| Третя особа множини | *nesǫtь, *sъxnǫtь, *znajǫtь *xvalętь, *sǫtь    | несѫть, съхнѫть, знаѭть хвалѧть, сѫть | несуть, сохнуть, знають хвалять, суть (є)  | |

Відмінності сучасного відмінювання дієслів від давньоруського полягають у втраті закінчення 3-ї особи однини -ть у дієслів І-ї відміни (несе, сохне, знає, але воно збереглося у зворотних формах — несеться, знається), переході прикінцевого редукованого [ъ] в [о] у першій особі множини (несемо, сохнемо, знаємо, хвалимо, єсьмо), а також переході носових [ǫ] та [ę] (графічно Ѫ і Ѧ) у голосні [u] і [ja] (графічно «у» та «я»), пом'якшення [s] у словах єсьм, єсьмо, перехід [і] (на письмі и) у [ɪ] (на письмі «и»).
У діалектах спостерігають такі риси, як збереження «-ть» у дієсловах І-ї відміни на Слобожанщині (несеть, сохнеть, знаєть), ствердіння прикінцевого «т» у закінченнях 1-ї особи однини і 3-ї множини (хвалит, ходит, бігают), утрата прикінцевого «-ть» у дієслів ІІ-ї відміни (ходе, хвале), утрата закінчення «-є» на південному сході (біга, співа, зна), стягнення голосних в Карпатах (бігат, знат).

#### Минулий час
У давньоруській і праслов'янській мовах було чотири минулих часи: аорист, імперфект, перфект і плюсквамперфект.
З давньоруської системи минулих часів у сучасній українській залишилися лише перфект і плюсквамперфект: перший утратив дієслово-зв'язку і став виражати минулий час узагалі, другий зараз відомий як давноминулий час.

#### Майбутній час
Майбутній час міг утворюватися трьома способами. Перший — з використанням особових форм дієслів начѧти, хотѣти, стати й інфінітива смислового дієслова (станѫ писати, начьнѫ писати). Другий спосіб полягав у вживанні форм дієслова имати з інфінітивом (имѫ писати), причому допоміжне дієслово могло стояти й після смислового (писати имѫ). Від нього походить сучасна синтетична форма майбутнього часу, особові закінчення якої пов'язані з архаїчними формами дієслова мати (я писати иму > я писатиму, ти писати имеш > ти писатимеш, він писати име > він писатиме тощо), але роздільне вживання допоміжного і смислового дієслів трапляється досі в деяких західноукраїнських діалектах (меш ходити, ме ся вмивати). Третій — передмайбутній час — за допомогою допоміжного дієслова быти і l-дієприкметника (бѫдѫ писалъ). Ця форма збереглася в південно-західних діалектах (буду рубав дрова), а в сучасній літературній мові дієприкметник змінив інфінітив (буду писати, буду рубати).

#### Інфінітив і супін
Інфінітив у праслов'янській і давньоруській мові утворювався від основи інфінітива за допомогою суфікса *-ti (на письмі — -ти) і був за походженням давальним відмінком праіндоєвропейських віддієслівних іменників на *-tis. Під впливом граматичної аналогії відбулися такі зміни: 1) закінчення інфінітива з рефлексами першої палаталізації праслов'янського закінчення *-gt-, *-kt- (д.-рус. речи, лечи, бѣчи, мочи, печи) змінилися непалаталізованими закінченнями (ректи, лягти, бігти, могти, пекти) — за аналогією до закінчень більшості дієслів; 2) давня форма інфінітива быти змінилася на бути, похідну від основи майбутнього часу — для уникнення омофонії з дієсловом бити, що після злиття фонем [ɨ] та [і] збігся з быти у вимові ([bɪtɪ]).
Окрім інфінітива, в праслов'янській і давньоруській мовах існувала така граматична категорія, як супін. За значенням він був близький до інфінітива, але вживався з дієсловами руху і позначав мету. За походженням супін є знахідним відмінком віддієслівних іменників і утворювався від основи інфінітива за допомогою суфікса *-tъ (на письмі -тъ).

#### Дієприкметник
Дієприкметники в праслов'янській і давньоруській формі могли бути активні і пасивні, теперішнього й минулого часу, нечленні (короткі) і членні (повні). У давньоруській і староукраїнській мовах активні повні дієприкметники часто вживалися замість дієслів (лежачая, зростаючі), у сучасній мові їх уживання обмежене (танцюючий, пануючий). Спеціальний невідмінюваний короткий активний дієприкметник минулого часу з суфіксом -l (який також називають називають l-дієприкметником) у сполученні з особовими формами дієслова быти утворював перфект. Після занепаду особових форм цього дієслова в теперішньому часі форми цього дієприкметника перетворилися на сучасний минулий час (був, ходив, писав, була, ходила, писала). Короткі активні дієприкметники теперішнього часу поступово втратили узгодження з іменниками, перестали відмінюватися й перетворилися на дієприслівники.

#### Умовний спосіб
Умовний спосіб (кондиціоналіс) утворювався за допомогою особових форм аориста допоміжного дієслова быти і дієприкметника смислового дієслова. У сучасній мові в усіх особах і числах умовного способу вживана лише частка би — колишня форма аориста дієслова быти 3-ї особи однини. Утрата особових форм частки би пов'язане з процесом зникнення аориста в східнослов'янських мовах, а також із переходом колишнього дієприкметника (писалъ, ходилъ) зі складової перфекта в самостійну форму минулого часу.

### Сучасність

#### Форми дієслова
В українській мові дієслово має 5 типових форм. Ці форми можна розпізнати за характерними закінченнями:
1. неозначена форма (інфінітив): писа-ти, говори-ти, літа-ти, гримі-ти, мерзну-ти, дивува-ти;
2. особова форми: (він) пиш-е, писа-в-Ø, напиш-е, буде + писа-ти, писати-ме, писа-в-Ø + би, хай + пиш-е;
3. дієприкметник: пожовті-л-ий, посиві-л-ий; писа-н-ий, підписа-н-ий; залюбл-ен-ий, бач-ен-ий; вими-т-ий, коло-т-ий; активні дієприкметники (пишучий) українській мові не притаманні, цю функцію виконують описові конструкції — що (або який) пише.
4. безособова на -но/-то: написа-но, зробле-но,прожи-то, випи-то;
5. дієприслівник: пиш-учи, любл-ячи, підписа-вши, полюби-вши.

Дієслівні форми — це однокореневі слова з різними граматичними ознаками (категоріями).
Узявши інфінітив за вихідну форму, можна за певними правилами утворити всі інші типи форм.
Дієслівні форми мають відмінні і спільні ознаки.
Відмінні ознаки визначаються:
- за типом питання;
- за характером змінюваності;
- за роллю в реченні.

Дієслівні форми описуються в таблиці
| Форма дієслова                | На яке питання відповідає                                | Як змінюється                                  | Яким членом речення виступає |
| ----------------------------- | -------------------------------------------------------- | ---------------------------------------------- | ---------------------------- |
| інфінітив                     | що робити? що зробити?                                   | незмінювана форма                              | будь-яким                    |
| особова                       | що роблю? що робив? що робитиму? що робив би? що робимо? | за способами, часами, особами, числами, родами | присудком                    |
| дієприкметник                 | який(а, е, і)?                                           | за родами, відмінками, числами                 | присудком, означенням        |
| безособова (форми на -но/-то) | що зроблено?                                             | незмінювані, тільки доконаний вид              | присудком                    |
| дієприслівник                 | що роблячи? що зробивши?                                 | незмінювані                                    | обставиною                   |

Спільними ознаками для всіх типів дієслівних форм є такі:
1. Вид — недоконаний та доконаний, що встановлюється питаннями:
- що робити? — недоконаний вид, який виражає незавершену дію: співати, відвідувати, переконувати
- що зробити? — доконаний вид, який виражає завершену дію: заспівати, відвідати, переконати

Наприклад, дієприслівники на -учи (ючи), -ачи (ячи) творяться від основ недоконаного виду; а дієприслівники на -вши (ши) — від основ доконаного виду.
2. Перехідність/неперехідність, що встановлюється за наявністю або відсутністю при дієслові прямого додатка:
| готувати       | кого — що?   | відповіді (питання, страви) |
| готує          | кого — що?   | відповіді (питання, страви) |
| заготовлено    | кого — що?   | відповіді (питання, страви) |
| готуючи        | кого — що?   | відповіді (питання, страви) |
| не готувати    | кого — чого? | відповідей (питань, страв)  |
| не готує       | кого — чого? | відповідей (питань, страв)  |
| не заготовлено | кого — чого? | відповідей (питань, страв)  |
| не готуючи     | кого — чого? | відповідей (питань, страв)  |

Це приклади форм зі значенням перехідності.
Дієслівні форми іти, спав, побіжить, засміється, сумуючи неперехідні, оскільки від них не можна поставити питань до іменника/займенника кого — що?, кого — чого?, тоюто вони не мають при собі в реченні прямих додатків.
Значення перехідності/неперехідності виражає спрямованість/неспрямованість дії на якийсь об'єкт. Перехідність/неперехідність у формах інфінітива є важливою умовою правила творення дієприкметників.
3. Роль присудка в реченні — для переважної більшості дієслівних форм.

#### Дієвідмінювання
Дієвідмінювання — зміна (відмінювання) дієслів за способами, часами і числами. За характером особових закінчень теперішнього часу (або майбутнього дієслів доконаного виду) дієслова поділяються на дві дієвідміни: І-шу та ІІ-гу. При дієвідмінюванні дієслів можливе чергування приголосних, пов'язане з рефлексами йотації.

##### І дієвідміна
До І дієвідміни належать дієслова, які у 3-й особі множини мають закінчення -уть, -ють. Цей тип відмінювання походить від давньоруських типів дієслів із тематичним суфіксом *-e-/*-o- (I-го, II-го і III-го класів залежно від суфікса форм теперішнього часу), а також він включає одне колишнє атематичне дієслово мати (д.-рус. имати). Вона включає такі групи:
- дієслова з односкладовою інфінітивною основою на -и-, -у-, які зберігаються при дієвідмінюванні, а також похідні від них (жити, мити, чути); в особових формах дієслів бити, вити (док. звити), лити, пити кореневий голосний и не зберігається: б'ю — б'ють, в'ю — в'ють, ллю — ллють, п'ю — п'ють;
- дієслова з основою інфінітива на -і-, що зберігається при дієвідмінюванні (біліти, зеленіти)
- дієслова з основою інфінітива на -а- не після шиплячого приголосного або після шиплячого, коли це -а- при дієвідмінюванні зберігається; також на -я- (мішати, писати, сіяти);
- дієслова з основою інфінітива на -ува- (-юва-), які при дієвідмінюванні у формах теперішнього часу та майбутнього дієслів доконаного виду втрачають компонент -ва- (будувати, намалювати);
- дієслова з основою інфінітива на -оло-, -оро- (полоти, побороти);
- дієслова з основою інфінітива на -ну- (глянути, кинути);
- дієслова з основою інфінітива на приголосний (терти, нести);
- дієслова з основою на -ота- (муркотати);
- окремі інші дієслова: жати, іржати, ревіти, слати (посилати), слати (стелити), хотіти.

##### ІІ дієвідміна
- До ІІ належать дієслова, які у 3-й особі множини мають закінчення -ать, -ять. Цей тип відмінювання походить від давньоруського типу дієслів із тематичним суфіксом *-i- (IV клас). Вона включає такі групи:
- дієслова, які мають в інфінітиві основу на -и-, -і- (-ї-) або на -а- (після ж, ч, ш) і в 1-й особі однини та в 3-й особі множини теперішнього часу (або майбутнього дієслів доконаного виду) ці голосні втрачають (бачи-ти — бач-ать, вари-ти — вар-ять, сиді-ти — сид-ять, леті-ти — лет-ять);
- усі дієслова на -отіти (булькотіти, бурмотіти, муркотіти, цокотіти);
- дієслова з основою на -я- (боя-тися, стоя-ти);
- дієслова з основою на -а- не після шиплячого (спа-ти);
- дієслова з основою на приголосний (біг-ти).

| І дієвідміна  | І дієвідміна           | І дієвідміна             | І дієвідміна            | І дієвідміна   | І дієвідміна    | І дієвідміна   |
| ------------- | ---------------------- | ------------------------ | ----------------------- | -------------- | --------------- | -------------- |
| особа         | однина                 | однина                   | однина                  | множина        | множина         | множина        |
| 1             | (я) хоч-у              | (я) пол-ю                | (я) ві-ю                | (ми) хоч-емо   | (ми) пол-емо    | (ми) ві-ємо    |
| 2             | (ти) хоч-еш            | (ти) пол-еш              | (ти) ві-єш              | (ви) хоч-ете   | (ви) пол-ете    | (ви) ві-єте    |
| 3             | (він/вона/воно) хоч-е  | (він/вона/воно) пол-е    | (він/вона/воно) ві-є    | (вони) хоч-уть | (вони) пол-ють  | (вони) ві-ють  |
| ІІ дієвідміна |                        |                          |                         |                |                 |                |
| особа         | однина                 | однина                   | однина                  | множина        | множина         | множина        |
| 1             | (я) спл-ю              | (я) крич-у               | (я) сто-ю               | (ми) сп-имо    | (ми) крич-имо   | (ми) сто-їмо   |
| 2             | (ти) сп-иш             | (ти) крич-иш             | (ти) сто-їш             | (ви) сп-ите    | (ви) крич-ите   | (ви) сто-їте   |
| 3             | (він/вона/воно) сп-ить | (він/вона/воно) крич-ить | (він/вона/воно) сто-їть | (вони) спл-ять | (вони) крич-ать | (вони) сто-ять |

#### Атематичні дієслова
Дієслова дати, їсти, бути, вісти (з похідними розповісти, доповісти тощо) утворюють окрему групу і називаються атематичними або неправильними. Вони не належать до дієвідмін, а відмінюються особливим чином.
| особа | однина                | однина               | однина            | однина                     | множина       | множина      | множина  | множина            |
| ----- | --------------------- | -------------------- | ----------------- | -------------------------- | ------------- | ------------ | -------- | ------------------ |
|       | дати                  | їсти                 | бути              | розповісти                 | дати          | їсти         | бути     | розповісти         |
| 1     | (я) дам               | (я) їм               | (я) є             | (я) розпові́м               | (ми) дамо́     | (ми) їмо́     | (ми) є   | (ми) розповімо́     |
| 2     | (ти) даси́             | (ти) їси́             | (ти) є            | (ти) розповіси́             | (ви) дасте́    | (ви) їсте́    | (ви) є   | (ви) розповісте́    |
| 3     | (він/вона/воно) дасть | (він/вона/воно) їсть | (він/вона/воно) є | (він/вона/воно) розпові́сть | (вони) даду́ть | (вони) їдя́ть | (вони) є | (вони) розповідя́ть |

Особова форма дієслова «бути» рідко використовується в теперішньому часі. Окрім «є», відомі й архаїчні форми цього дієслова: я єсьм, ти єси, він єсть, ми єсьмо, ви єсте, вони суть. У сучасній мові в усіх особах вживається скорочена форма «є».
У деяких західноукраїнських діалектах архаїчні особові форми дієслова «бути» в теперішньому часі беруть участь в утворенні форм минулого часу (див. перфект).
Парадигма атематичних дієслів є реліктовою і відбиває глибоку давнину: схожі закінчення мали всі дієслова в ранній праслов'янській і праіндоєвропейській мовах.

### Часи дієслів
В українській мові є чотири часи дієслова: теперішній, минулий, давноминулий і майбутній.

#### Теперішній час
Теперішній час означає дію, яка відбувається постійно або в момент мовлення. Дієслова в теперішньому часі завжди недоконаного виду і змінюються за особами й числами.

#### Минулий час
Минулий час означає дію, яка відбувалася або відбулася до моменту мовлення про неї. Дієслова минулого часу можуть бути і недоконаного, і доконаного виду. Минулий час змінюється за родами й числами.

#### Давньоминулий час
Давньоминулий час (плюсквамперфект) означає дію, що відбувалася або відбулася до іншої дії в минулому. Утворюється через поєднання форми минулого часу смислового дієслова з формою минулого часу допоміжного дієслова «бути», узгоджених у роді і числі (був подумав, збирався був, була хотіла, були намагалися). Дієслова давньоминулого часу можуть бути доконаного й недоконаного виду. Давноминулий час змінюється за родами та числами.

#### Майбутній час
Майбутній час означає дію, яка відбувається після мовлення про неї. Майбутній час має три форми: просту доконаного виду (посаджу, зберу), просту недоконаного виду (садитиму, збиратиму) та складену недоконаного виду (буду садити, буду збирати).
Дієслова майбутнього часу змінюються за особами й числами.

### Способи дієслів
В українській мові розрізняють три способи дієслів: дійсний, умовний і наказовий.

#### Дійсний спосіб
Дійсний спосіб означає реальну дію, тобто таку, яка відбулася чи відбувалася, відбувається чи відбудеться: «Пожовтіла картопля». «Жовте листя так легко летить повз вікно». Дієслова дійсного способу можуть вживатися із заперечною часткою «не» (Не гріє сонце на чужині). Дієслова дійсного способу змінюються за часами, а в теперішньому й майбутньому часі — за особами.

#### Умовний спосіб
Умовний спосіб означає дію бажану або можливу за певних умов: «Хотіла б я піснею стати у свою хвилину ясну». Дієслова умовного способу утворюються від дієслів минулого часу за допомогою частки «б/би». Дієслова умовного способу не мають часу й особи, а змінюються за родами й числами.

#### Наказовий спосіб
Наказовий спосіб дієслова через наказ, прохання, побажання, заклик, пораду виражає спонукання до дії. Дія реально ще не існує і не існувала, але той, хто говорить, сподівається що вона повинна відбутися: «Грай же, море», «Мовчіть, гори», «Гуляй, буйний, полем!», «Плачте, діти козацькії, — Така ваша доля!»
Дієслова наказового способу не мають форм часу, але вони змінюються за особами в однині й множині. В однині вони мають форму 2-ї особи, а в множині — 1-ї і 2-ї.
Спеціальної форми 3-ї особи наказовий спосіб не має. Якщо треба передати наказ у 3-й особі, то вживаються частки «хай», «нехай» і форма 3-ї особи дійсного способу: «Хай не зітруться підкови, хай не підіб'ються ваші коні».

### Вид дієслова
Вид — одна з найважливіших ознак дієслова. Дієслова можуть означати дію завершену й незавершену. Залежно від цього вони поділяються на дієслова недоконаного й доконаного виду. Дієслова недоконаного виду означають незавершену дію і відповідають на питання що робити? що робив? що роблю? що буду робити? Дієслова доконаного виду означають дію завершену й відповідають на питання що зробити? що зробив? що зроблю?
Дієслову даного виду переважно відповідає дієслово іншого виду. Лексичне значення таких дієслів не має змінюватися: іти — прийти, шити — пошити. Такі дієслова утворюють видові пари.
Доконаний вид дієслова утворюється від недоконаного виду за допомогою:
- а) префіксів: казати — сказати, рости — вирости;
- б) суфіксів: стукати — стукнути, записувати — записати;
- в) чергування звуків: сидіти — сісти, замітати — замести; сказати — скочити;
- г) наголосу: виміряти — виміряти, розкидати — розкидати;
- д) різних основ: брати — взяти; ловити — піймати.

Лише доконаний вид мають дієслова: розговоритися, наговоритися, розгомонітися, розгніватися, роздратуватися, надуматися, натерпітися, надивитися, насміятися, напрацюватися.
Лише недоконаний вид мають дієслова: гордувати, грабувати, бродити, літати, володіти, зимувати, лихоманити, тріумфувати, намагатися, прагнути, марити, потребувати, зорити, імпонувати.
Окремі дієслова поєднують у собі значення як доконаного, так і недоконаного виду. До них належать дієслова з суфіксом -ува; переважно іншомовного походження: гарантувати, організувати, телеграфувати, наслідувати, воєнізувати, а також веліти, женити.

### Безособові дієслова
Безособовими називаються дієслова, що означають дію (або стан), яка реалізується сама по собі, незалежно від діяча (особи чи предмета): вечоріє, смеркає, підмерзає, розвидняється, щастить. Вони вживаються без суб'єкта (підмета) й іноді мають при собі додаток у формі знахідного або давального відмінка (мені щастить, його нудить, вам хочеться).
Безособові дієслова означають:
- явища природи (розвидняється, підмерзає, світає);
- стихійні явища (замело, занесло, висушило, залило);
- фізичний стан людини або її відчуття (нудить, трусить);
- психічний стан людини (гнітить, хочеться, не віриться);
- буття, існування, стан або нестачу їх (минулося, не стало);
- випадковість явища, незалежність його від особи (щастить, таланить).

### Зворотні дієслова
Зворотні дієслова — загальна назва дієслів, утворених від незворотних шляхом додання зворотної частки «ся/сь» (робитися, коїтися, котитися). За походженням ця частка являє собою колишню форму знахідного відмінка зворотного займенника себе. У деяких діалектах ця частка може вимовлятися як «-си» або «-сі»: ця фонетична форма може сходити до д.-рус. си — форми давального відмінка.
У сучасній українській літературній мові зворотна частка розташовується за дієсловом, і пишеться разом з ним. Історично положення її в реченні було вільним: вона могла стояти і перед дієсловом, ця особливість досі зберігається у деяких західних діалектах.
Існують дієслова, що можуть мати тільки зворотну форму: сміятися, боятися, розбігтися.